# Cuenca (Ecuador)
Cuenca is een stad en parochie (parroquia) in Ecuador in het kanton Cuenca. Met ruim 329.928 inwoners (2010) is het de derde stad van Ecuador, na Guayaquil en Quito. Het is de hoofdstad van de provincie Azuay. De stad ligt ten zuiden van Quito, op een hoogte van 2.500 meter. Door de stad stroomt de rivier de Tomebamba.
De stad is de zetel van het rooms-katholieke aartsbisdom Cuenca.

## Geschiedenis
Op de plaats van het huidige Cuenca stond aan het begin van de 16e eeuw een Incastad genaamd Tomebamba. De Incaleider Túpac Yupanqui had omstreeks 1500 op die plaats in een bloedige veldslag de Cañari-Indianen verslagen. Hij bouwde vervolgens de stad Tomebamba, die de stad Cuzco moest overtreffen in praal en luister. Toen in 1547 de Spanjaarden het gebied bereikten was Tomebamba echter volledig verwoest, als gevolg van de strijd tussen keizer Atahualpa in Quito, en zijn broer Huáscar in Cusco. De Cañari-Indianen hadden de zijde van Huascar gekozen, hetgeen in de regio van Cuenca tot hevige strijd leidde. Van de stad Tomebamba zijn uitsluitend een paar muurresten overgebleven aan de oevers van de rivier.
Op 12 april 1557 werd Cuenca onder de naam Santa Ana de los Cuatro Ríos de Cuenca gesticht door de toenmalige gouverneur van Quito: Gil Ramírez Dávalos. De opdracht daartoe was gegeven door Andrés Hurtado de Mendoza , die tot 1555 gouverneur van het Spaanse Cuenca was.
Op 3 november 1820 verklaarde Simón Bolívar de stad Cuenca onafhankelijk van Spanje. Omstreeks 1860 kwamen rond 2000 Franse Jezuïeten naar Cuenca. Deze kloosterorde is tot op heden in de stad aanwezig.

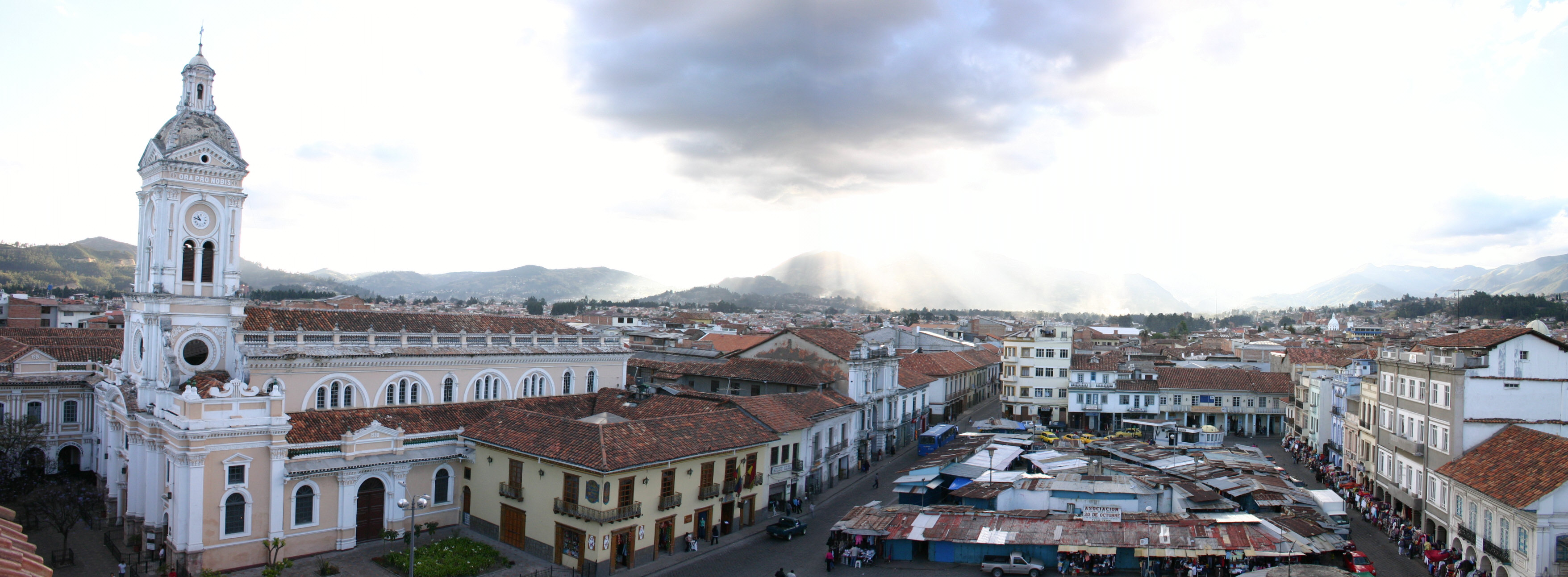
San Francisco-plein in Cuenca

Cuenca wordt ook wel het Athene van Ecuador of Athene van de Andes genoemd. In 1999 werd het stadscentrum opgenomen op de Werelderfgoedlijst. Tegenwoordig staat Cuenca bekend vanwege de fabricage van panamahoeden, en vanwege een omvangrijke keramiekindustrie. Veel inwoners van Cuenca beproeven hun geluk echter buiten Ecuador: veel Ecuadoraanse arbeidsmigranten in de Verenigde Staten en in Europa zijn uit Cuenca afkomstig.

## Geboren
- Antonio Borrero (1827-1911), president van Ecuador (1875-1876)
- Miguel Febres Cordero (1854-1910), heilige
- Jefferson Pérez (1974), snelwandelaar
- Damián Lanza (1982), voetballer